# Rhamnusium algericum
Rhamnusium algericum är en skalbaggsart som beskrevs av Maurice Pic 1896. Rhamnusium algericum ingår i släktet Rhamnusium och familjen långhorningar. Inga underarter finns listade i Catalogue of Life.